# 日本のゴルフ場一覧
日本のゴルフ場一覧（にほんのゴルフじょういちらん）では、wikipedia日本語版に記事のある日本のゴルフ場を五十音順に並べ、分類する。小規模なゴルフ場は掲載されておらず、大規模なものだけ記載する。

## あ行
- 相生カントリー倶楽部（あいおいカントリーくらぶ）兵庫県相生市那波野
- 愛知カンツリー倶楽部（あいちカンツリーくらぶ）愛知県名古屋市名東区猪高町
- 会津磐梯カントリークラブ（あいづばんだいカントリークラブ）福島県会津若松市河東町
- 赤倉ゴルフコース（あかくらゴルフコース）新潟県妙高市田切
- 赤坂カントリークラブ（あかさかカントリークラブ）岡山県赤磐市
- アコーディア・ゴルフ空港ゴルフコース成田（アコーディア・ゴルフくうこうゴルフコースなりた）千葉県香取市小川
- アコーディア・ゴルフ習志野カントリークラブ（アコーディア・ゴルフならしのカントリークラブ）千葉県印西市大森
- 麻倉ゴルフ倶楽部（あさくらゴルフくらぶ）千葉県佐倉市内田
- 旭川ゴルフ倶楽部（あさひかわゴルフくらぶ）北海道旭川市神居町台場
- 浅見ゴルフ倶楽部（あさみゴルフくらぶ）茨城県水戸市杉崎
- 芦の湖カントリークラブ（あしのこカントリークラブ）静岡県三島市南原菅
- 芦屋カンツリー倶楽部（あしやカンツリーくらぶ）兵庫県芦屋市
- 飛鳥カンツリー倶楽部（あすかカンツリーくらぶ）奈良県奈良市二名
- 熱海ゴルフ倶楽部（あたみゴルフくらぶ）静岡県熱海市伊豆山
- 厚木国際カントリー倶楽部（あつぎこくさいかんとりーくらぶ）神奈川県厚木市下荻野
- アパリゾート 栃木の森ゴルフコース （アパリゾートとちぎのもりゴルフコース）栃木県栃木市
- 我孫子ゴルフ倶楽部（あびこゴルフくらぶ）千葉県我孫子市岡発戸
- 天城高原ゴルフコース（あまぎこうげんゴルフコース）静岡県伊豆市菅引
- 天野山カントリークラブ（あまのさんカントリークラブ）大阪府堺市南区別所
- 有馬カンツリー倶楽部（ありまカンツリーくらぶ）兵庫県三田市
- 有馬ロイヤルゴルフクラブ（ありまロイヤルゴルフクラブ）兵庫県神戸市北区
- 芦原ゴルフクラブ（あわらゴルフクラブ）福井県あわら市浜坂
- アンビックス函館倶楽部（アンビックスはこだてくらぶ）北海道北斗市
- イーグルポイントゴルフクラブ（イーグルポイントゴルフクラブ）茨城県稲敷郡阿見町福田
- 池田カンツリー倶楽部（いけだカンツリーくらぶ）大阪府池田市畑
- 石坂ゴルフ倶楽部（いしざかゴルフくらぶ）埼玉県比企郡鳩山町
- 伊豆下田カントリークラブ（いずしもだカントリークラブ）静岡県賀茂郡南伊豆町
- 伊豆にらやまカントリークラブ（いずにらやまカントリークラブ）静岡県伊豆の国市中
- 泉ヶ丘カントリークラブ（いずみがおかカントリークラブ）大阪府堺市南区
- 伊勢カントリークラブ（いせカントリークラブ）三重県度会郡玉城町
- 磯子カンツリークラブ（いそごカンツリークラブ）神奈川県横浜市磯子区洋光台
- 潮来カントリー倶楽部（いたこカントリーくらぶ）茨城県潮来市
- 糸魚川カントリークラブ（いといがわカントリークラブ）新潟県糸魚川市
- 茨木カンツリー倶楽部（いばらきカンツリーくらぶ）大阪府茨木市
- 茨木国際ゴルフ倶楽部（いばらきこくさいゴルフくらぶ）大阪府茨木市
- 茨城ゴルフ倶楽部（いばらきゴルフくらぶ）茨城県つくばみらい市小島新田
- いぶすきゴルフクラブ（いぶすきゴルフクラブ）鹿児島県指宿市開聞川尻
- 魚津国際カントリークラブ（うおづこくさいカントリークラブ）富山県魚津市
- 宇治カントリークラブ（うじカントリークラブ）京都府宇治市五ヶ庄広岡谷
- 内原カントリー倶楽部（うちはらカントリーくらぶ）茨城県水戸市鯉淵町
- ウッドフレンズ森林公園ゴルフ場（ウッドフレンズしんりんこうえんゴルフじょう）愛知県尾張旭市
- 宇部72カントリークラブ（うべセブンツーカントリークラブ）山口県山口市
- 雲仙ゴルフ場（うんぜんゴルフじょう）長崎県雲仙市小浜町雲仙
- 恵庭カントリー倶楽部（えにわカントリーくらぶ）北海道恵庭市
- 愛媛ゴルフ倶楽部（えひめゴルフくらぶ）愛媛県喜多郡内子町
- ABCゴルフ倶楽部（エービーシーゴルフくらぶ）兵庫県加東市永福
- 塩嶺カントリークラブ（えんれいカントリークラブ）長野県塩尻市
- 近江カントリー倶楽部（おうみカントリーくらぶ）滋賀県湖南市菩提寺
- 大洗ゴルフ倶楽部（おおあらいゴルフくらぶ）茨城県東茨城郡大洗町
- 大阪ゴルフクラブ（おおさかゴルフクラブ）大阪府泉南郡岬町
- 大洲ゴルフ倶楽部（おおずゴルフくらぶ）愛媛県大洲市野佐来
- 大館カントリークラブ（おおだてカントリークラブ）秋田県大館市比内町扇田
- 大利根カントリークラブ（おおとねカントリークラブ）茨城県坂東市
- 大原・御宿ゴルフコース（おおはら・おんじゅくゴルフコース）千葉県いすみ市大原台
- 大みかゴルフクラブ（おおみかゴルフクラブ）茨城県日立市大みか町
- 大山カメリアカントリークラブ 富山県富山市東福沢
- オールドオーチャード ゴルフクラブ（オールドオーチャード ゴルフクラブ）茨城県東茨城郡茨城町
- 岡山霞橋ゴルフ倶楽部（おかやまかすみばしゴルフくらぶ）岡山県倉敷市連島町
- 岡山カントリークラブ（おかやまカントリークラブ）岡山県岡山市
- 岡山ゴルフ倶楽部（おかやまゴルフくらぶ）岡山県倉敷市中庄
- 沖縄カントリークラブ（おきがわカントリークラブ）沖縄県中頭郡西原町
- 小郡カンツリー倶楽部（おごりカンツリーくらぶ）福岡県小郡市三沢
- 長船カントリークラブ（おさふねカントリークラブ） 岡山県瀬戸内市長船町
- 小樽カントリー倶楽部（おたるカントリーくらぶ）北海道小樽市
- 小田原湯本カントリークラブ（おだわらゆもとカントリークラブ）神奈川県足柄下郡箱根町
- 小野ゴルフ倶楽部 （おのゴルフくらぶ）兵庫県小野市
- 小野東洋ゴルフ倶楽部（おのとうようゴルフくらぶ）兵庫県小野市日吉町
- 帯広カントリークラブ（おびひろカントリークラブ）北海道河西郡芽室町
- 表蔵王国際ゴルフクラブ（おもてざおうこくさいゴルフクラブ）宮城県柴田郡柴田町
- 小山ゴルフクラブ（おやまゴルフクラブ）栃木県小山市

## か行
- 甲斐ヒルズカントリー倶楽部（かいヒルズカントリーくらぶ）山梨県甲斐市団子新居
- 掛川カントリークラブ（かけかわカントリークラブ）静岡県掛川市 - 旧名称はミナミ菊川カントリークラブ（のちにミオス菊川カントリークラブ）
- 加古川ゴルフ倶楽部（かこがわゴルフくらぶ）兵庫県加古川市
- 加西インターカントリークラブ（かさいインターカントリークラブ）兵庫県加西市中富町
- 春日井カントリークラブ（かすがいカントリークラブ）愛知県春日井市西尾町
- 霞ヶ浦国際ゴルフコース（かすみがうらこくさいゴルフコース）茨城県つくば市下原
- 霞ヶ関カンツリー倶楽部（かすみがせきカンツリーくらぶ）埼玉県川越市
- 片山津ゴルフ倶楽部西コース（かたやまづゴルフくらぶにしコース）石川県加賀市永井町
- 片山津ゴルフ倶楽部白山・加賀・日本海コース（かたやまづゴルフくらぶはくさん・かが・にほんかいコース）石川県加賀市新保町
- 勝田ゴルフ倶楽部（かつたゴルフくらぶ）茨城県ひたちなか市
- 葛城ゴルフ倶楽部（かつらぎごるふくらぶ）静岡県袋井市宇刈
- カナリヤガーデンカントリークラブ（カナリヤガーデンカントリークラブ）千葉県君津市大坂（2015年閉鎖）[1]
- かねひで喜瀬カントリークラブ（かねひできせカントリークラブ）沖縄県名護市字喜瀬
- 烏山城カントリークラブ（からすやまじょうカントリークラブ）栃木県那須烏山市大桶
- カレドニアン・ゴルフクラブ（カレドニアン・ゴルフクラブ）千葉県山武郡横芝光町
- 唐津ゴルフ倶楽部（からつゴルフくらぶ）佐賀県唐津市菅牟田
- 軽井沢ゴルフ倶楽部（かるいざわゴルフくらぶ）長野県北佐久郡軽井沢町
- 軽井沢72ゴルフ（かるいざわセブンツーゴルフ）長野県軽井沢町
- 河口湖カントリークラブ（かわぐちこカンリークラブ）山梨県南都留郡富士河口湖町
- 川越カントリークラブ（かわごえカントリークラブ）埼玉県東松山市
- 川崎国際生田緑地ゴルフ場（かわさきこくさいいくたりょくちゴルフじょう）神奈川県川崎市多摩区
- 川奈ホテルゴルフコース 富士コース（かわなホテルゴルフコース ふじコース）静岡県伊東市
- 甘楽カントリークラブ（かんらカントリークラブ）群馬県甘楽郡甘楽町天引
- 岐阜カンツリー倶楽部（ぎふカンツリーくらぶ）岐阜県各務原市蘇原北山町
- 岐阜関カントリー倶楽部（ぎふせきカントリーくらぶ）岐阜県関市山田芳洞
- キャッスルヒルカントリークラブ（キャッスルヒルカントリークラブ）愛知県豊川市
- 旧軽井沢ゴルフクラブ（きゅうかるいざわゴルフクラブ）長野県北佐久郡軽井沢町
- 京都ゴルフ倶楽部（きょうとゴルフくらぶ）京都府京都市北区
- 清澄ゴルフ倶楽部（きよとみゴルフくらぶ）埼玉県東松山市
- 霧島ゴルフクラブ（きりしまゴルフクラブ）鹿児島県霧島市牧園町
- 近鉄賢島カンツリークラブ（きんてつかしこじまカンツリークラブ）三重県志摩市
- 釧路カントリークラブ鶴居コース（くしろカントリークラブつるいコース）北海道阿寒郡鶴居村
- 熊谷ゴルフクラブ（くまがやゴルフクラブ）埼玉県熊谷市石原
- 球磨カントリー倶楽部（くまカントリーくらぶ）熊本県球磨郡錦町
- くまもと阿蘇カントリークラブ（くまもとあそカントリークラブ）熊本県阿蘇郡南阿蘇村
- 熊本空港カントリークラブ（くまもとくうこうカントリークラブ）熊本県菊池郡菊陽町
- くまもと中央カントリークラブ（くまもとちゅうおうカントリークラブ）熊本県菊池市旭志川辺
- 倉敷カントリー倶楽部（くらしきカントリーくらぶ）岡山県倉敷市二子
- グランデージゴルフ倶楽部（グランデージゴルフくらぶ）奈良県吉野郡吉野町色生
- グランドスラムカントリークラブ（グランドスラムカントリークラブ）茨城県常陸太田市田渡町
- グランフィールズカントリークラブ（グランフィールズカントリークラブ）静岡県三島市五輪
- グレートアイランド倶楽部（グレートアイランドくらぶ）千葉県長生郡長南町
- 呉羽カントリークラブ（くれはカントリークラブ）富山県富山市
- 桑名カントリー倶楽部（くわなカントリーくらぶ）三重県桑名市嘉例川
- 気仙沼カントリークラブ（けせんぬまカントリークラブ）宮城県気仙沼市長磯大窪
- 下呂カントリークラブ（げろカントリークラブ）岐阜県下呂市宮地
- 甲賀カントリー倶楽部（こうがカントリーくらぶ）滋賀県湖南市三雲
- Kochi黒潮カントリークラブ（こうちくろしおカントリークラブ）高知県安芸郡芸西村
- 高知ゴルフ倶楽部（こうちゴルフくらぶ）高知県高知市重倉
- 甲府国際カントリークラブ（こうふこくさいカントリークラブ）山梨県笛吹市御坂町下黒駒
- 神戸ゴルフ倶楽部（こうべゴルフくらぶ）兵庫県神戸市灘区
- 古賀ゴルフ・クラブ（こがゴルフ・クラブ）福岡県古賀市鹿部
- 小金井カントリー倶楽部（こがねいカントリーくらぶ）東京都小平市
- 小倉カンツリー倶楽部（こくらカンツリーくらぶ）福岡県北九州市小倉南区西貫
- COCOPA RESORT CLUB 白山ヴィレッジゴルフコース（ココパリゾートクラブ はくさんヴィレッジゴルフコース）三重県津市白山町
- 小杉カントリークラブ（こすぎカントリークラブ）富山県射水市浄土寺
- こだまゴルフクラブ（こだまゴルフクラブ）埼玉県本庄市児玉町
- 御殿場ゴルフ倶楽部（ごてんばゴルフくらぶ）静岡県御殿場市神山
- KOMAカントリークラブ（こまカントリークラブ）奈良県奈良市月ヶ瀬石打
- ゴールデンバレーゴルフ倶楽部（ゴールデンバレーゴルフくらぶ）兵庫県西脇市鹿野町
- ゴールド川奈カントリークラブ（ゴールドかわなカントリークラブ）静岡県伊東市吉田
- ゴルフ倶楽部ゴールドウィン（ゴルフクラブゴールドウィン）富山県小矢部市
- ゴルフクラブ四条畷（ゴルフクラブしじょうなわて）大阪府四條畷市下田原
- ゴルフクラブツインフィールズ（ゴルフクラブツインフィールズ）石川県小松市里川町
- ゴルフパーク酒田（ゴルフパークさかた）山形県酒田市北沢字鷹尾山

## さ行
- 西戸崎シーサイドカントリークラブ（さいとざきシーサイドカントリークラブ）福岡県福岡市東区
- 蔵王カントリークラブ（ざおうカントリークラブ）山形県山形市
- 佐賀カントリー倶楽部（さがカントリーくらぶ）佐賀県三養基郡みやき町
- 相模カンツリー倶楽部（さがみカンツリーくらぶ）神奈川県大和市中央林間西
- 相模原ゴルフクラブ（さがみはらゴルフクラブ）神奈川県相模原市南区
- 桜ヶ丘カントリークラブ（さくらがおかカントリークラブ）東京都多摩市連光寺
- ザ・オークレットゴルフクラブ（ザ・オークレットゴルフクラブ）岡山県久米郡美咲町重藤
- ザ・クイーンズヒルゴルフクラブ（ザ・クイーンズヒルゴルフクラブ）福岡県糸島市富
- ザ・クラシックゴルフ倶楽部（ザ・クラシックゴルフくらぶ）福岡県宮若市倉久
- 佐世保カントリー倶楽部（させぼカントリーくらぶ） 長崎県佐世保市知見寺町
- 札樽ゴルフ倶楽部（さっそんゴルフくらぶ）北海道小樽市朝里川温泉
- 札幌カントリー倶楽部（さっぽろカントリーくらぶ）北海道札幌市南区常盤
- 札幌国際カントリークラブ（さっぽろこくさいカントリークラブ）北海道北広島市島松
- 札幌ゴルフ倶楽部由仁コース（さっぽろゴルフくらぶゆにコース）北海道夕張郡由仁町
- 札幌ゴルフ倶楽部輪厚コース（さっぽろゴルフくらぶわっつコース）北海道北広島市
- 札幌テイネゴルフ倶楽部（さっぽろテイネゴルフくらぶ）札幌市手稲区手稲本町
- ザ・ゴルフクラブ竜ケ崎（ザゴルフクラブりゅうがさき）茨城県龍ケ崎市泉町
- ザ・トラディションゴルフクラブ（ザ・トラディションゴルフクラブ）愛知県岡崎市岩中町
- ザ・ノースカントリーゴルフクラブ（ザノースカントリーゴルフクラブ）北海道千歳市
- 狭山ゴルフ・クラブ（さやまゴルフ・クラブ）埼玉県入間市下谷ヶ貫
- 三甲ゴルフ倶楽部（さんこうゴルフくらぶ）兵庫県三木市吉川町
- 三田ゴルフクラブ（さんだゴルフクラブ）兵庫県三田市三輪
- 山陽ゴルフ倶楽部（さんようゴルフくらぶ）岡山県赤磐市
- サンフィールド二本松ゴルフ倶楽部（サンフィールドにほんまつゴルフくらぶ）福島県二本松市
- 三陸カントリー倶楽部（さんりくカントリーくらぶ）岩手県釜石市（2012年閉鎖）[2]
- 紫雲ゴルフ倶楽部（しうんゴルフくらぶ）新潟県新発田市元郷
- 滋賀ゴルフクラブ（しがゴルフクラブ）滋賀県甲賀市
- 宍戸ヒルズカントリークラブ（ししどヒルズカントリークラブ）茨城県笠間市南小泉
- 静ヒルズカントリークラブ（しずヒルズカントリークラブ）茨城県常陸大宮市小場
- 志度カントリークラブ（しどカントリークラブ）香川県さぬき市小田
- 東雲ゴルフ場（しののめゴルフじょう）東京都江東区有明（1981年閉鎖）
- 下秋間カントリークラブ（しもあきまカントリークラブ）群馬県安中市下秋間
- 下田カントリークラブ（しもだカントリークラブ）静岡県下田市加増野（2015年閉鎖）[3]
- 下関ゴルフ倶楽部（しものせきゴルフくらぶ）山口県下関市豊浦町
- シャトレーゼ ヴィンテージゴルフ倶楽部（シャトレーゼ ヴィンテージゴルフくらぶ）山梨県北杜市須玉町江草
- JUN CLASSIC COUNTRY CLUB（ジュンクラシックカントリークラブ）栃木県那須郡那珂川町片平
- 小豆島シーサイドゴルフクラブ（しょうどしまシーザイドゴルフクラブ）香川県小豆郡小豆島町
- 湘南カントリークラブ（しょうなんカントリークラブ） 神奈川県茅ヶ崎市赤羽根
- 湘南シーサイドカントリー倶楽部（しょうなんシーサイドカントリーくらぶ）神奈川県茅ヶ崎市中島
- 城陽カントリー倶楽部（じょうようカントリーくらぶ）京都府城陽市寺田奥山
- 白河高原カントリークラブ（しらかわこうげんカントリークラブ）福島県西白河郡西郷村
- 白浜ゴルフ倶楽部（しらはまゴルフくらぶ）和歌山県西牟婁郡白浜町
- 知床ゴルフクラブなかしべつコース（しれとこゴルフクラブなかしべつコース）北海道標津郡中標津町（2016年閉鎖）[4]
- 新千葉カントリー倶楽部（しんちばカントリーくらぶ）千葉県東金市家之子
- 新東京都民ゴルフ場（しんとうきょうとみんゴルフじょう）東京都足立区新田
- 新山口カンツリー倶楽部（しんやまぐちカンツリーくらぶ）山口県防府市
- 森林公園ゴルフ倶楽部（しんりんこうえんゴルフくらぶ）埼玉県大里郡寄居町牟礼
- 鈴蘭高原カントリークラブ（すずらんこうげんカントリークラブ）岐阜県高山市朝日町
- スターツ笠間ゴルフ倶楽部（スターツかさまゴルフくらぶ）茨城県笠間市池野辺
- スプリングフィールドゴルフクラブ（スプリングフィールドゴルフクラブ）岐阜県多治見市小名田町
- 洲本ゴルフ倶楽部（すもとゴルフくらぶ）兵庫県洲本市池内
- スリーレイクスカントリークラブ（スリーレイクスカントリークラブ）三重県いなべ市員弁町畑新田
- 諏訪湖カントリークラブ（すわこカントリークラブ）長野県諏訪市四賀
- 瀬田ゴルフコース（せたゴルフコース）滋賀県大津市瀬田橋本町
- 仙塩ゴルフ倶楽部・浦霞コース（せんえんゴルフクラブ うらかすみコース）宮城県塩竈市
- 千刈カンツリー倶楽部（せんがりカンツリークラブ）兵庫県三田市山田
- 仙台ハイランドカントリークラブ（せんだいハイランドカントリークラブ）宮城県仙台市青葉区（2021年閉鎖）[5]
- セントクリークゴルフクラブ（セントクリークゴルフクラブ）愛知県豊田市月原町黒木
- セントラルゴルフクラブ（セントラルゴルフクラブ）茨城県行方市麻生
- 千成ゴルフクラブ（せんなりゴルフクラブ）栃木県大田原市大神
- 千羽平ゴルフクラブ（せんばだいらごるふくらぶ）富山県小矢部市蓑輪千羽山
- 総武カントリークラブ印旛コース（そうぶカントリークラブいんばコース）千葉県印西市造谷
- 総武カントリークラブ北コース（そうぶカントリークラブきたコース）千葉県印西市造谷
- 総武カントリークラブ総武コース（そうぶカントリークラブそうぶコース）千葉県印西市草深
- 袖ヶ浦カンツリークラブ新袖コース（そでがうらカンツリークラブしんそでコース）千葉県千葉市若葉区富田町
- 袖ヶ浦カンツリークラブ袖ヶ浦コース（そでがうらカンツリークラブそでがうらコース）千葉県千葉市緑区辺田町

## た行
- 大浅間ゴルフクラブ（だいあさまゴルフクラブ）長野県北佐久郡御代田町塩野
- 太閤山カントリークラブ（たいこうやまカントリークラブ）富山県射水市平野
- 大山ゴルフクラブ（だいせんゴルフクラブ）鳥取県西伯郡伯耆町
- ダイナスティゴルフクラブ（ダイナスティゴルフクラブ）北海道北広島市 - 旧名称は札幌後楽園カントリークラブ（のちにセントレジャーゴルフクラブ札幌）
- 大箱根カントリークラブ（だいはこねカントリークラブ）神奈川県足柄下郡箱根町仙石原
- 大富士ゴルフクラブ（だいふじゴルフクラブ）静岡県富士市今宮
- 髙岡カントリー倶楽部（たかおかカントリーくらぶ）富山県高岡市中田中田御坊山
- 高坂カントリークラブ（たかさかカントリークラブ）埼玉県東松山市
- 鷹之台カンツリー倶楽部（たかのだいカンツリーくらぶ）千葉県千葉市花見川区横戸町
- 高松カントリー倶楽部（たかまつカントリーくらぶ）香川県坂出市西庄町
- 高遊原カントリークラブ（たかゆばるカントリークラブ）熊本県上益城郡益城町田原
- 宝塚クラシックゴルフ倶楽部（たからづかクラシックくらぶ）兵庫県宝塚市切畑桜小場
- 宝塚ゴルフ倶楽部（たからづかゴルフくらぶ）兵庫県宝塚市
- たけべの森ゴルフ倶楽部（たけべのもりゴルフくらぶ）岡山県岡山市北区建部町中田
- 太宰府ゴルフ倶楽部（だざいふゴルフくらぶ）福岡県太宰府市石穴
- 立山カントリークラブ（たてやまカントリークラブ）富山県中新川郡立山町上末
- 田辺カントリー倶楽部（たなべカントリーくらぶ） 京都府京田辺市
- 棚山ゴルフ倶楽部（たなやまゴルフくらぶ） 富山県下新川郡朝日町棚山
- 谷汲カントリークラブ（たにぐみカントリークラブ）岐阜県揖斐郡揖斐川町谷汲
- 多摩カントリークラブ（たまカントリークラブ）東京都稲城市坂浜
- 玉名カントリークラブ（たまなカントリークラブ）熊本県玉名市石貫
- 玉野ゴルフ倶楽部（たまのゴルフくらぶ）岡山県玉野市
- 樽前カントリークラブ（たるまえカントリークラブ）北海道苫小牧市錦岡
- 垂水ゴルフ倶楽部（たるみゴルフくらぶ）兵庫県神戸市垂水区潮見が丘
- チェリーヒルズゴルフクラブ（チェリーヒルズゴルフクラブ）兵庫県三木市細川町
- 茅ヶ崎ゴルフ倶楽部（ちがさきゴルフくらぶ）神奈川県茅ヶ崎市菱沼海岸
- 千葉カントリークラブ梅郷コース（ちばカントリークラブうめさとコース）千葉県野田市堤根
- 千葉カントリークラブ川間コース（ちばカントリークラブかわまコース）千葉県野田市中里
- 千葉カントリークラブ野田コース（ちばカントリークラブのだコース）千葉県野田市蕃昌
- 千代田カントリークラブ（ちよだカントリークラブ）茨城県かすみがうら市
- 月夜野カントリークラブ（つきよのカントリークラブ）群馬県利根郡みなかみ町新巻（2015年閉鎖）[6]
- 筑波カントリークラブ（つくばカントリーくらぶ）茨城県つくばみらい市高岡
- 鶴舞カントリー倶楽部（つるまいカントリーくらぶ）千葉県市原市田尾
- 東海カントリークラブ（とうかいカントリークラブ）愛知県豊川市平尾町
- 東京ゴルフ倶楽部（とうきょうゴルフくらぶ）埼玉県狭山市柏原
- 東京よみうりカントリークラブ（とうきょうよみうりカントリークラブ）東京都稲城市
- 東建多度カントリークラブ・名古屋（とうけんたどカントリークラブ・なごや）三重県桑名市
- 東建塩河カントリー倶楽部（とうけんしゅうがカントリーくらぶ）岐阜県可児市
- 東庄ゴルフ倶楽部（とうのしょうゴルフくらぶ）千葉県香取郡
- 土佐カントリークラブ（とさカントリークラブ）高知県香南市
- 徳島カントリー倶楽部（とくしまカントリーくらぶ）徳島県徳島市
- 徳島ゴルフ倶楽部（とくしまゴルフくらぶ）徳島県徳島市
- 栃木カントリークラブ（とちぎカントリークラブ）栃木県栃木市岩出町
- 戸塚カントリー倶楽部（とつかカントリーくらぶ）神奈川県横浜市旭区大池町
- 鳥取ゴルフ倶楽部（とっとりゴルフくらぶ）鳥取県鳥取市浜坂
- トナミロイヤルゴルフ倶楽部（トナミロイヤルゴルフくらぶ）富山県南砺市井口
- 富谷カントリークラブ（とみやカントリ－クラブ）宮城県富谷市三ノ関
- 富山カントリークラブ（とやまカントリークラブ）富山県富山市万願寺
- 取手国際ゴルフ倶楽部（とりでこくさいゴルフくらぶ）茨城県つくばみらい市板橋

## な行
- 長岡カントリー倶楽部（ながおかカントリーくらぶ）新潟県長岡市深沢町
- 長崎国際ゴルフ倶楽部（ながさきこくさいゴルフくらぶ）長崎県諫早市小ヶ倉町
- 長野カントリークラブ（ながのカントリークラブ）長野県長野市上ヶ屋
- 長良川カントリー倶楽部（ながらがわカントリーくらぶ）岐阜県岐阜市長良雄総
- 名古屋ゴルフ倶楽部・和合コース（なごやゴルフくらぶ・わごうコース）愛知県愛知郡東郷町
- 那須国際カントリークラブ（なすこくさいカントリークラブ）栃木県那須郡那須町
- 那須ゴルフ倶楽部（なすゴルフくらぶ）栃木県那須郡那須町
- 夏泊ゴルフリンクス（なつどまりゴルフリンクス）青森県東津軽郡平内町
- 那覇ゴルフ倶楽部（なはゴルフくらぶ）沖縄県島尻郡八重瀬町
- 奈良カントリークラブ（ならカントリークラブ）奈良県五條市今井町
- 奈良国際ゴルフ倶楽部（ならこくさいゴルフくらぶ）奈良県奈良市宝来
- 奈良万葉カンツリー倶楽部（ならまんようカンツリーくらぶ）奈良県奈良市八島町
- 成田ゴルフ倶楽部（なりたゴルフくらぶ）千葉県成田市大室
- 鳴尾ゴルフ倶楽部（なるおゴルフくらぶ）兵庫県川西市
- 鳴沢ゴルフ倶楽部（なるさわゴルフくらぶ）山梨県南都留郡鳴沢村
- 鳴門カントリークラブ（なるとカントリークラブ）徳島県鳴門市瀬戸町北泊
- 南山カントリークラブ（なんざんカントリークラブ）愛知県豊田市中金町
- 新潟ゴルフ倶楽部（にいがたゴルフくらぶ）新潟県新潟市西蒲区
- 新居浜カントリー倶楽部（にいはまカントリーくらぶ）愛媛県新居浜市船木
- 西仙台カントリークラブ（にしせんだいカントリークラブ）宮城県仙台市青葉区芋沢
- 西那須野カントリー倶楽部（にしなすのカントリーくらぶ）栃木県那須塩原市千本松
- 西宮カントリー倶楽部（にしのみやカントリーくらぶ）兵庫県西宮市仁川町
- ニセコゴルフコース（ニセコゴルフコース）北海道虻田郡ニセコ町
- ニセコビレッジゴルフコース（ニセコビレッジゴルフコース）北海道虻田郡ニセコ町
- 日光カンツリー倶楽部（にっこうカンツリーくらぶ）栃木県日光市所野
- ニドムクラシックコース（ニドムクラシックコース）北海道苫小牧市
- 日本ラインゴルフ倶楽部（にほんラインゴルフくらぶ）岐阜県可児市室原
- ニュー・セントアンドリュースゴルフクラブ・ジャパン（ニュー・セントアンドリュースゴルフクラブ・ジャパン）栃木県大田原市福原
- 沼津国際カントリークラブ（ぬまづこくさいカントリークラブ）静岡県沼津市
- NEMU GOLF CLUB（ねむゴルフクラブ）三重県志摩市
- 根室ゴルフクラブ（ねむろゴルフクラブ）北海道根室市
- ノーザンアークゴルフクラブ（ノーザンアークゴルフクラブ）北海道北見市端野町
- ノーザンカントリークラブ赤城ゴルフ場（ノーザンカントリークラブ赤城ゴルフ場）群馬県渋川市赤城町
- ノーザンカントリークラブ上毛ゴルフ場（ノーザンカントリークラブ上毛ゴルフ場）群馬県吾妻郡高山村
- 能登島ゴルフアンドカントリークラブ（のとじまゴルフアンドカントリークラブ）石川県七尾市
- 登別カントリー倶楽部（のぼりべつカントリーくらぶ）北海道登別市

## は行
- 函館ゴルフ倶楽部（はこだてゴルフくらぶ）北海道函館市見晴町
- 箱根カントリー倶楽部（はこねカントリーくらぶ）神奈川県足柄下郡箱根町仙石原
- 箱根湯の花ゴルフ場（はこねゆのはなゴルフじょう）神奈川県足柄下郡箱根町芦之湯
- パサージュ琴海アイランドゴルフクラブ（パサージュきんかいアイランドゴルフクラブ）長崎県長崎市琴海戸根原町
- 橋本カントリークラブ（はしもとカントリークラブ）和歌山県橋本市隅田町
- 八王子カントリークラブ（はちおうじカントリークラブ）東京都八王子市川口町
- 鳩山カントリークラブ（はとやまカントリークラブ）埼玉県比企郡鳩山町
- 花尾カントリークラブ（はなおカントリークラブ）富山県高岡市福岡町花尾
- HANAZONO GOLF（ハナゾノゴルフ）北海道虻田郡倶知安町
- 花屋敷ゴルフ倶楽部（はなやしきゴルフくらぶ）兵庫県三木市
- 浜田ゴルフリンクス（はまだゴルフリンクス）島根県浜田市上府町
- 浜野ゴルフクラブ（はまのゴルフクラブ）千葉県市原市永吉
- 浜松カントリークラブ（はままつカントリークラブ）静岡県浜松市天竜区
- 浜松シーサイドゴルフクラブ（はままつシーサイドゴルフクラブ）静岡県磐田市鮫島
- 葉山国際カンツリー倶楽部（はやまこくさいカンツリーくらぶ）神奈川県三浦郡葉山町
- 播州東洋ゴルフ倶楽部（ばんしゅうとうようゴルフくらぶ）兵庫県加西市西横田町
- 飯能ゴルフクラブ（はんのうゴルフクラブ）埼玉県飯能市芦苅場
- PGM石岡ゴルフクラブ（ピージーエムいしおかゴルフクラブ）茨城県小美玉市世楽
- PGM総成ゴルフクラブ（ピージーエムそうせいゴルフクラブ）千葉県成田市西和泉
- ピートダイゴルフクラブVIPコース（ピートダイゴルフクラブブイアイピコース）栃木県日光市嘉多蔵
- ピートダイゴルフクラブロイヤルコース（ピートダイゴルフクラブロイヤルコース）栃木県日光市大沢町
- 東名古屋カントリークラブ（ひがしなごやカントリークラブ）愛知県豊田市篠原町
- 東松山カントリークラブ（ひがしまつやまカントリークラブ）埼玉県東松山市
- 眉山カントリークラブ（びざんカントリークラブ）徳島県徳島市
- 日高カントリークラブ（ひだかカントリークラブ）埼玉県日高市
- 日立ゴルフクラブ（ひたちゴルフクラブ）茨城県日立市滑川町
- 日野ゴルフ倶楽部（ひのゴルフくらぶ） 滋賀県蒲生郡日野町
- 氷見カントリークラブ（ひみカントリーくらぶ）富山県氷見市
- 枚方カントリー倶楽部（ひらかたカントリーくらぶ）大阪府枚方市杉北町
- 平塚富士見カントリークラブ（ひらつかふじみカントリークラブ）神奈川県足柄上郡中井町
- 広島ゴルフ倶楽部（ひろしまゴルフくらぶ）広島県広島市佐伯区五日市町
- 広島カンツリー倶楽部八本松コース（ひろしまカンツリーくらぶはちほんまつコース）広島県東広島市
- 広野ゴルフ倶楽部（ひろのゴルフくらぶ）兵庫県三木市
- 琵琶湖カントリー倶楽部（びわこカントリーくらぶ）滋賀県栗東市御園
- フェニックスカントリークラブ（フェニックスカントリークラブ）宮崎県宮崎市大字塩路字浜山
- フォレストカントリー倶楽部（フォレストカントリーくらぶ）新潟県新発田市万代
- 深川カントリー倶楽部（ふかがわかんとりくらぶ）北海道深川市一已町
- 福岡カンツリー倶楽部（ふくおかカンツリーくらぶ）福岡県福岡市東区
- 福山ゴルフ倶楽部（ふくやまゴルフくらぶ）広島県福山市御幸町
- 藤ヶ谷カントリークラブ（ふじがやカントリークラブ）千葉県柏市泉
- 富士カントリークラブ（ふじカントリークラブ）静岡県御殿場市東山
- 富士カントリー可児クラブ可児ゴルフ場（ふじカントリーかにクラブかにゴルフじょう）岐阜県可児市久々利向平
- 富士カントリー可児クラブ美濃ゴルフ場（ふじカントリーかにクラブみのゴルフじょう）岐阜県可児市久々利柿下
- 富士クラシック（ふじクラシック）山梨県南都留郡富士河口湖町
- 富士ゴルフコース（ふじゴルフコース）山梨県山中湖村
- 富士桜カントリー倶楽部（ふじざくらカントリーくらぶ）山梨県南都留郡富士河口湖町
- 藤沢カントリー倶楽部（ふじさわカントリーくらぶ）神奈川県藤沢市（1943年閉鎖）
- 富士箱根カントリークラブ（いずはこねカントリークラブ）静岡県伊豆の国市奈古谷
- 富士屋ホテル仙石ゴルフコース（ふじやホテルせんごくゴルフコース）神奈川県足柄下郡箱根町仙石原
- 富士レイクサイドカントリー倶楽部（ふじレイクサイドカントリーくらぶ）山梨県南都留郡鳴沢村
- 扶桑カントリー倶楽部（ふそうカントリーくらぶ）茨城県笠間市
- 府中カントリークラブ（ふちゅうカントリークラブ）東京都多摩市中沢
- 船橋カントリークラブ（ふなばしカントリークラブ）千葉県白井市清戸
- ブリヂストンカンツリー倶楽部（ブリヂストンカンツリーくらぶ）佐賀県鳥栖市村田町
- プレステージカントリークラブ(プレステージカントリークラブ)栃木県栃木市梓町
- 別府扇山ゴルフ倶楽部（べっぷおぎやまゴルフくらぶ）大分県別府市大字鶴見
- 別府ゴルフ倶楽部（べっぷゴルフくらぶ）大分県杵築市山香町
- 房総カントリークラブ大上ゴルフ場（ぼうそうカントリークラブおおうえゴルフじょう）千葉県長生郡睦沢町妙楽寺
- 房総カントリークラブ房総ゴルフ場（ぼうそうカントリークラブぼうそうゴルフじょう）千葉県長生郡睦沢町妙楽寺
- ホウライカントリー倶楽部（ホウライカントリーくらぶ）栃木県那須塩原市千本松
- 穂高カントリークラブ（ほだかカントリークラブ）長野県安曇野市穂高
- 北海道カントリークラブ（ほっかいどうカントリークラブ）北海道亀田郡七飯町
- 星野リゾート トマム ゴルフコース（ほしのリゾートトマムゴルフコース）北海道勇払郡占冠村（2016年閉鎖）[7]
- 北海道クラシックゴルフクラブ（ほっかいどうクラシックゴルフクラブ）北海道勇払郡安平町
- 北海道クラシックゴルフクラブ帯広（ほっかいどうクラシックゴルフクラブおびひろ）北海道上川郡清水町 (北海道)
- 程ヶ谷カントリー倶楽部（ほどがやカントリーくらぶ）神奈川県横浜市旭区上川井町
- ボナリ高原ゴルフクラブ（ボナリこうげんゴルフクラブ）福島県耶麻郡猪苗代町
- 本厚木カンツリークラブ（ほんあつぎカンツリークラブ）神奈川県厚木市飯山

## ま行
- 松ヶ峯カントリー倶楽部（まつがみねカントリーくらぶ）新潟県上越市中郷区岡川
- 松永カントリークラブ（まつながカントリークラブ）広島県福山市神村町
- 松山ゴルフ倶楽部（まつやまゴルフくらぶ）愛媛県東温市松瀬川
- 万壽ゴルフクラブ（まんじゅゴルフクラブ）奈良県山辺郡山添村
- 三重カンツリークラブ（みえカンツリークラブ）三重県三重郡菰野町
- 三井の森軽井沢カントリー倶楽部（みついのもりかるいざわゴルフくらぶ）長野県軽井沢町
- 三井の森蓼科ゴルフ倶楽部（みついのもりたてしなゴルフくらぶ）長野県茅野市
- 水海道ゴルフクラブ（みつかいどうゴルフクラブ）茨城県常総市坂手町
- みずなみカントリー倶楽部（みずなみカントリーくらぶ）岐阜県瑞浪市
- 緑ヶ丘カンツリークラブ（みどりがおかカンツリークラブ）愛知県名古屋市守山区吉根
- 美浦ゴルフ倶楽部（みほゴルフくらぶ）茨城県稲敷郡美浦村
- 箕面ゴルフ倶楽部（みのおゴルフくらぶ）大阪府池田市畑
- 宮古カントリークラブ（みやこカントリークラブ）岩手県宮古市崎山
- 宮崎カントリークラブ（みやざきカントリークラブ） 宮崎県宮崎市田吉
- 三好カントリー倶楽部（みよしカントリーくらぶ）愛知県みよし市黒笹町三ヶ峯
- 武庫ノ台ゴルフコース（むこのだいゴルフコース）兵庫県神戸市北区道場町
- 武蔵カントリークラブ笹井コース（むさしカントリークラブささいコース）埼玉県狭山市大字笹井
- 武蔵カントリークラブ豊岡コース（むさしカントリークラブとみおかコース）埼玉県入間市大字小谷田
- 武蔵丘ゴルフコース（むさしがおかゴルフコース）埼玉県飯能市
- 武蔵野カンツリー倶楽部（むさしのカンツリーくらぶ）千葉県松戸市六高台（1944年閉鎖）
- 武蔵野ゴルフクラブ（むさしのゴルフクラブ）東京都八王子市宮下町
- 武蔵松山カントリークラブ（むさしまつやまカントリークラブ）埼玉県東松山市
- 紫カントリークラブあやめコース（むらさきカントリークラブあやめコース）千葉県野田市鶴奉
- 紫カントリークラブすみれコース（むらさきカントリークラブすみれコース）千葉県野田市目吹
- 室蘭ゴルフ倶楽部（むろらんゴルフくらぶ）北海道室蘭市崎守町
- 名神八日市カントリー倶楽部（めいしんようかいちカントリーくらぶ）滋賀県東近江市石塔町
- メイプルカントリークラブ（メイプルカントリークラブ）岩手県滝沢市大沢外山野
- メイプルポイントゴルフクラブ（メイプルポイントゴルフクラブ）山梨県上野原市鶴島
- 名四カントリークラブ（めいよんカントリークラブ）三重県四日市市山之一色町
- 門司ゴルフ倶楽部（もじゴルフくらぶ）福岡県北九州市門司区

## や行
- 八尾カントリークラブ（やつおカントリークラブ）富山県富山市八尾町深谷
- 山の原ゴルフクラブ（やまのはらゴルフクラブ）兵庫県川西市山の原
- 湯河原カンツリー倶楽部（ゆがわらカンツリーくらぶ）神奈川県足柄下郡湯河原町
- 横浜カントリークラブ（よこはまカントリークラブ）神奈川県横浜市保土ケ谷区
- 横屋ゴルフ・アソシエーション（よこやゴルフ・アソシエーション）兵庫県神戸市東灘区魚崎南町（閉鎖時期不詳）
- 四日市カンツリー倶楽部（よっかいちカンツリーくらぶ）三重県四日市市山城町
- 米子ゴルフ場（よなごゴルフじょう）鳥取県米子市両三柳
- よみうりカントリークラブ 兵庫県西宮市
- よみうりゴルフウエストコース 兵庫県西宮市塩瀬町
- よみうりゴルフ倶楽部（よみうりゴルフくらぶ）東京都稲城市矢野口

## ら行
- 嵐山カントリークラブ（らんざんカントリークラブ）埼玉県比企郡嵐山町鎌形
- 龍ヶ崎カントリー倶楽部（りゅうがさきカントリーくらぶ）茨城県龍ケ崎市泉町
- 涼仙ゴルフ倶楽部（りょうせんゴルフくらぶ）三重県いなべ市
- ルーセントカントリークラブ（ルーセントカントリークラブ）新潟県東蒲原郡阿賀町綱木（2012年閉鎖）[8]
- ルスツリゾートゴルフ72（ルスツリゾートゴルフ72）北海道虻田郡留寿都村・喜茂別町
- レイクウッドゴルフクラブ（レイクウッドゴルフクラブ）神奈川県中郡大磯町黒岩
- レイクウッドゴルフクラブ サンパーク明野コース（レイクウッドゴルフクラブ サンパークあけのコース）山梨県北杜市明野町小笠原
- レイクグリーンゴルフ倶楽部（レイクグリーンゴルフくらぶ）岐阜県可児郡御嵩町美佐野
- レーサムゴルフ&スパリゾート（レーサムゴルフスパリゾート）群馬県安中市安中
- ローズベイカントリークラブ（ローズベイカントリークラブ）群馬県安中市小俣（2016年閉鎖）[9]
- 六甲国際ゴルフ倶楽部（ろっこうこくさいゴルフくらぶ）兵庫県神戸市北区山田町
- ROPE CLUB（ロペクラブ）栃木県塩谷郡塩谷町

## わ行
- 若松ゴルフ倶楽部（わかまつゴルフくらぶ）福岡県北九州市若松区乙丸
- 和歌山カントリー倶楽部（わかやまカントリーくらぶ）和歌山県和歌山市梅原
- 和倉ゴルフ倶楽部（わくらゴルフくらぶ）石川県七尾市